# Otto von Glasenapp (General, 1811)
Ernst Kaspar Otto von Glasenapp (* 24. September 1811 in Breslau; † 12. November 1893 in Schweidnitz) war ein preußischer Generalmajor und Kommandeur der 30. Infanterie-Brigade.

## Leben

### Herkunft
Otto war ein Sohn des preußischen Oberst  a. D. Otto Heinrich von Glasenapp (1752–1830) und dessen Ehefrau Wilhelmine, geborene von Gerskow († 1846).

### Werdegang
Glasenapp besuchte die Kadettenhäuser in Potsdam und Berlin. Anschließend wurde er am 26. Juli 1828 als Portepeefähnrich dem 7. Infanterie-Regiment der Preußischen Armee überwiesen und avancierte Mitte März 1830 zum Sekondeleutnant. Er stieg am 1. Dezember 1833 zum Bataillonsadjutanten auf, wurde am 2. Oktober 1841 Regimentsadjutant und in dieser Stellung Mitte Dezember 1846 zum Premierleutnant befördert. Als Adjutant war er vom 16. Dezember 1848 bis zum 13. Februar 1850 zur 9. Division kommandiert. Anschließend wurde Glasenapp unter Beförderung zum Hauptmann in die Adjutantur versetzt. Daran schloss sich am 18. Juni 1853 eine Verwendung als Kompaniechef mit Patent vom 13. Juni 1849 im 24. Infanterie-Regiment an. Er wurde am 15. April 1856 zum Major befördert und zeitgleich als Kommandeur des I. Bataillons im 12. Landwehr-Regiment versetzt nach Krossen. Am 8. Mai 1860 wurde Glasenapp mit Führung des I. Bataillons im 12. kombinierten Infanterie-Regiment beauftragt, aus dem zum 1. Juli 1860 das 6. Brandenburgische Infanterie-Regiment Nr. 52 hervorging. Mit diesem Datum avancierte er zum Oberstleutnant und Kommandeur des I. Bataillons. Am 18. Oktober 1861 wurde er zum Oberst befördert und als Kommandeur in das 2. Posensche Infanterie-Regiment Nr. 19 versetzt. Am 14. Januar 1862 erhielt er den Roten Adlerorden III. Klasse mit Schwertern am Ringe. Während der Mobilmachung zum Deutschen Krieg wurde er am 19. Mai 1866 Kommandeur der 30. Infanterie-Brigade und am 8. Juni 1866 zum Generalmajor befördert. Nach dem Friedensschluss wurde Glasenapp am 17. September 1866 in seiner Stellung bestätigt. Unter Verleihung des Sterns zum Roten Adlerorden II. Klasse mit Eichenlaub und Schwertern am Ringe wurde Glasenapp am 7. März 1868 mit Pension zur Disposition gestellt. Er starb am 12. November 1893 in Schweidnitz.
Sein Regimentskommandeur schrieb 1847 in seiner Beurteilung: „Verwaltet sein Amt als Regimentsadjutant mit der größten Pünktlichkeit und Umsicht. Ist ein wissenschaftlich gebildeter, sehr brauchbarer Offizier, das ganz besonders empfohlen werden kann und sich zu einer extraordinären Beförderung eignet.“

### Familie
Glasenapp heiratete am 18. Oktober 1845 in Ohlau Josephine von Witowska (1827–1865). Das Paar hatte mehrere Kinder:
- Bertha Josephine Dorothea (* 1846)
- Andreas (1848–1870), gefallen bei Vionville
- Alexander (* 1854), preußischer Oberstleutnant ⚭ 1881 Elsbeth Emilie Brüstlein (* 1859), Eltern von Alfred von Glasenapp